# Zoborožec naříkavý
Zoborožec naříkavý (Bycanistes bucinator), známý též pod názvem zoborožec křiklavý, je středně velký druh zoborožce. Dorůstá 50–55 cm, je převážně černý s bílým zbarvením na břiše a spodní straně křídel, červenou neopeřenou kůží kolem očí a výraznou tmavou přilbicí, která je u samic menší než u samců. Jedná se o společenský druh žijící nejčastěji v hejnech o 2-5 jedincích. Je stálý, vyskytuje se v lesích na území Burundi, Mosambiku, Botswany, Konga, Keni, Namibie, Angoly, Svazijska, Tanzanie, Zambie, Zimbabwe a ve východní části Jihoafrické republiky. Živí se převážně plody a velkým hmyzem. Stejně jako ostatní zoborožci hnízdí v dutinách stromů, kam klade 4-5 bílých vajec.